# آذغان (اهر)
آذغان یکی از روستاهای استان آذربایجان شرقی است که در دهستان آذغان بخش مرکزی شهرستان اهر واقع شده‌است.این روستا ۱۱۳۲ نفر جمعیت دارد.